# Horn Bluff
Das Horn Bluff ist ein markantes Felsenkliff an der Nordküste einer Insel, die an der Westflanke der Deakin Bay vor der ostantarktischen Georg-V.-Küste liegt. Das Kliff ragt bis zu 325 m auf und ist im oberen Teil durch säulenartige Strukturen von Dolerit gekennzeichnet.
Entdeckt und kartiert wurde es im Zuge der Australasiatischen Antarktisexpedition (1911–1914) unter der Leitung des australischen Polarforschers Douglas Mawson. Mawson benannte es nach dem australischen Bergbauunternehmer William Austin Horn (1841–1922), einem Sponsor der Forschungsreise. Die Insellage konnte erst anhand von Luftaufnahmen identifiziert werden, die 1962 im Rahmen der Australian National Antarctic Research Expeditions entstanden.